# Sadkí
Sadkí - Садки (rus) - és un khútor del krai de Krasnodar, a Rússia. Es troba a la desembocadura del riu Kirpili. És a 13 km al sud de Primorsko-Akhtarsk i a 121 km al nord-oest de Krasnodar.
Pertany a la ciutat de Primorsko-Akhtarsk.